# R481

Wegnummerbodje van de R476

De R481 is een regionale weg in County Clare. Het vormt de verbindingsroute tussen Kilfenora en Ennistymon.

## Trajectbeschrijving
Volgens de Roads Act 1993 (Classification of Regional Roads) Order 2012 is de route als volgt:
Between its junction with R476 at Kilfenora and its junction with N67 at Calluragh via Cahereamore all in the county of Clare.
Calluragh is een townland net ten noorden van Ennistymon waar de weg aansluit op de N67, die vervolgens doorloopt naar Ennistymon.
De weg is aangelegd in of rond 1777. Een plattegrond uitgegeven door Taylor and Skinner in de serie "Road Maps of Ireland 1777" toont de weg met een vermelding "New Road".